# Onchotelson brevicaudatus
Onchotelson brevicaudatus is een pissebed uit de familie Phreatoicidae. De wetenschappelijke naam van de soort is voor het eerst geldig gepubliceerd in 1909 door Smith.